# Prume (Adelsgeschlecht)

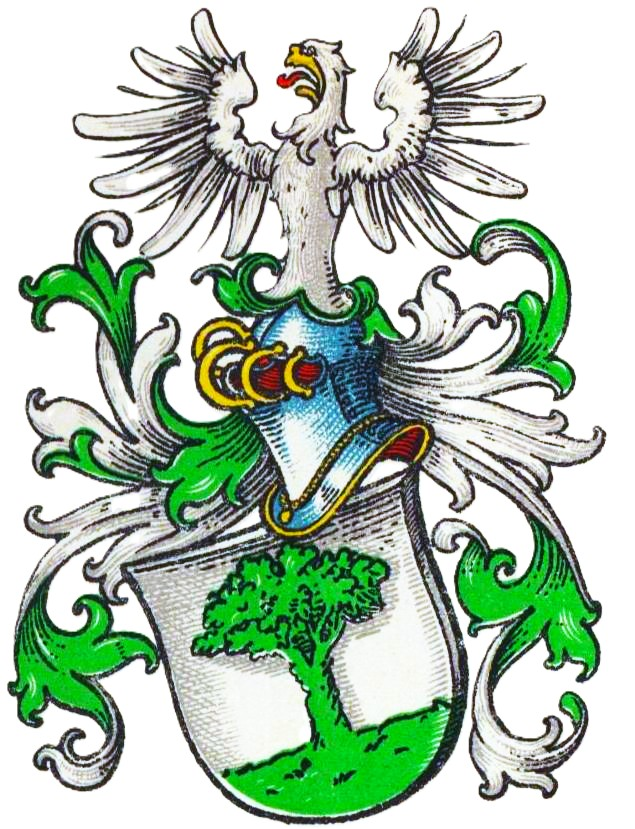
Wappen der Prume im Wappenbuch des Westfälischen Adels

Prume ist der Name eines erloschenen westfälischen Patrizier- und Stadtadelsgeschlechts.

## Geschichte
Das Geschlecht stammt aus Dortmund, wo es zum turnierfähigen Stadtadel zählte. Sieben Familienmitglieder hatten zwischen 1472 und 1587 110 Ratspositionen inne, davon 28 zwischen 1400 und 1500 sowie 82 zwischen 1500 und 1600. 42 Mal hatten sie eine der ersten beiden Ratsstellen, d. h. eine Bürgermeisterposition, inne. Fünf Familienmitglieder waren Richter in Dortmund.
1398 war Jasper Prume Senator zu Dortmund und Stadthauptmann. 1484 stiftete Theodorich/Dietrich Prume das Benefizium St. Anna in der Reinoldi-Kirche zu Dortmund. 1489, 1493, 1497, 1498 und 1503 erscheint Dietrich Prume († 1503) als Dortmunder Bürgermeister. Auf ihn folgte im Rat 1504–1529 und als Bürgermeister 1508–1513 Tidemann Prume. Dieser wiederum wurde im Rat durch Dethmar Prume abgelöst (1530–1533 und 1536–1537), der 1534–1535 auch Richter war.
Beleke Prume war 1519 und noch 1531 Subpriorin des Klosters St. Katharina zu Dortmund. 1555 war eine Anna Prume Küsterin desselben Klosters, 1566 und noch 1579 Kellnerin und 1591 schließlich Priorin.
Dietrich/Dirick Prume war Dortmunder Ratsherr von 1538 bis 1545. Ferner erscheinen 1548 Jaspar/Kaspar Prume als Bürger zu Unna und Balthasar Prume als Bürger zu Dortmund. 1548–1551, 1558–1568 und 1576 war Jaspar/Kaspar Prume († 1579) Dortmunder Ratsmitglied, 1552–1553 Dortmunder Richter sowie 1554–1557, 1573–1575 und 1577–1579 Dortmunder Bürgermeister. Ein Melchior Prume amtierte 1564–1565 als Dortmunder Richter. 1573 verkauften die Eheleute Kaspar/Jaspar Prume, Bürgermeister, und Elisabeth/Elske Schwartze zusammen mit ihren Töchtern Anna/Enneke, Margarethe und Jaspara/Caspara eine Rente. Dieselben Töchter teilten 1581 das Erbe der verstorbenen Eltern. Anna Prume war mit Conrad de Wendt zu Dalwig verheiratet. 1612 war sie bereits Witwe. Ihre Schwester Margarethe Prume war mit dem Soester Bürgermeister Caspar Menge († 1618) verheiratet. Da Margarethe Prume die Letzte der Familie war, fiel das Patronatsrecht wegen des o. g. Benefizium St. Anna in der Reinoldi-Kirche zu Dortmund an die Familie Menge und über den Erbweg an die Mellin und deren Mellin’sche Stiftung.
Das letzte Familienmitglied im Dortmunder Rat war Dietrich Prume († 1587). 1576–1585 als Ratsmitglied, 1586–1587 als Bürgermeister. Der Letzte der Familie im Mannesstamm war vermutlich Bernhard Prume von Dortmund, der 1606 sein Notariatsinstrument an eine Urkunde der Minoriten zu Bonn hing.

## Persönlichkeiten
- Dietrich Prume († 1503), 1489, 1493, 1497, 1498 und 1503 Dortmunder Bürgermeister
- Dietrich Prume († 1587), 1586–1587 Dortmunder Bürgermeister
- Kaspar Prume († 1579), 1554–1557, 1573–1575 und 1577–1579 Dortmunder Bürgermeister
- Tidemann Prume, 1508–1513 Dortmunder Bürgermeister

## Wappen

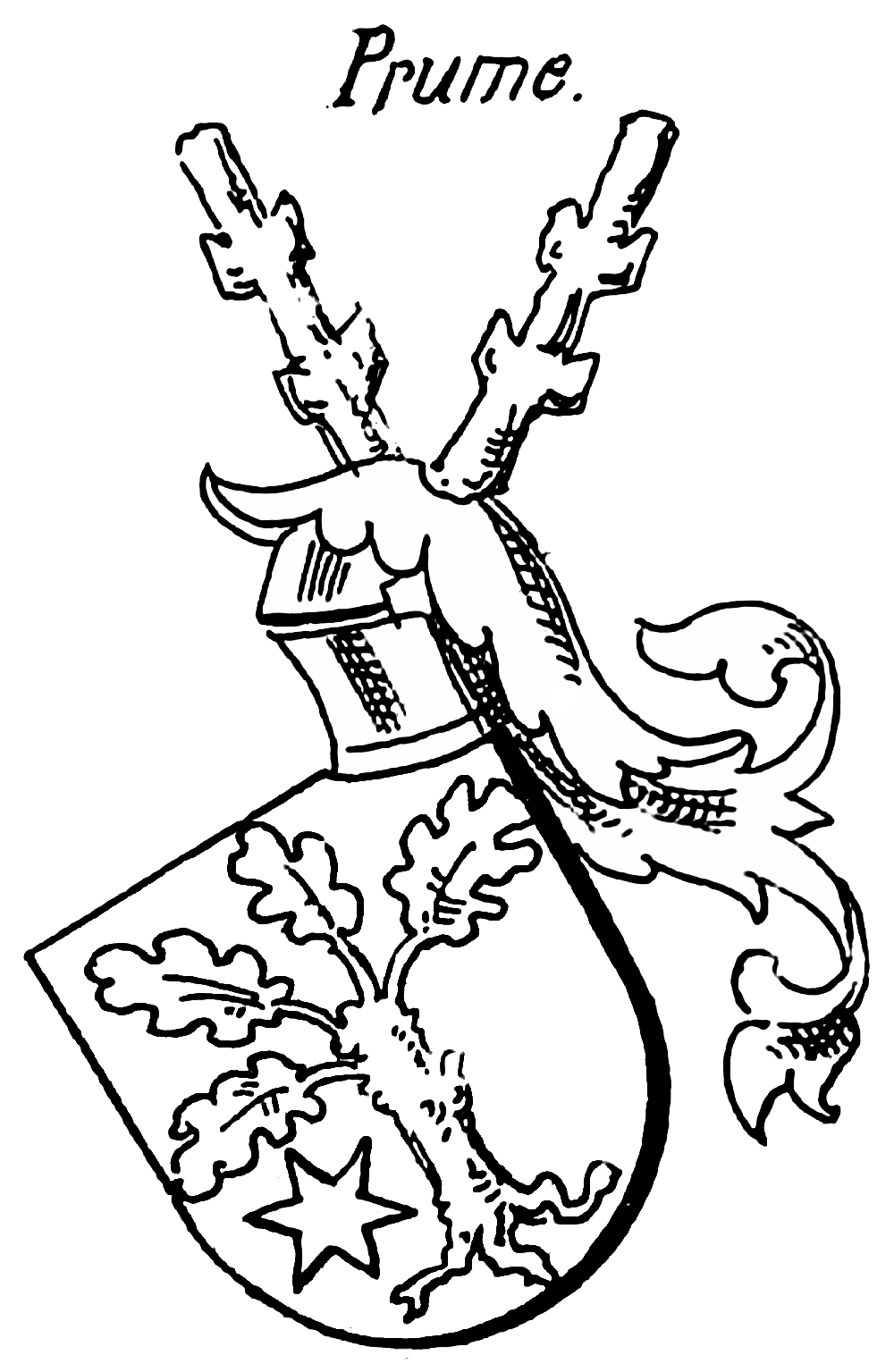
Wappen des Heinrich Prume 1516 in Siebmachers Wappenbuch

Blasonierung: In Silber auf grünem Rasen ein natürlicher grüner Baum. Auf dem Helm mit grün-silbernen Helmdecken ein silberner wachsender Adler.
Fahne stellt abweichend dar, dass der Baum goldenes Laub trägt. Der o. g. Senator von 1398 führte neben dem Baum einen Stern im rechten unteren Winkel. Ein ebensolches Wappen führte auch ein Heinrich Prume 1516 in Lübeck.